# 阿特拉斯鎮區 (伊利諾伊州派克縣)
阿特拉斯鎮區（英語：Atlas Township）是位於美國伊利諾伊州派克縣的一個行政鎮區。

## 地方資料
根據2010年美國人口普查的數據，阿特拉斯鎮區的面積為175.80平方千米，當中陸地面積為165.00平方千米，而水域面積為10.80平方千米。當地共有人口548人，而人口密度為每平方千米3.12人。